# Skiff (Alberta)
Pour les articles homonymes, voir Skiff (homonymie).
Skiff est un hameau (hamlet) du Comté de Forty Mile No 8, situé dans la province canadienne d'Alberta.